# 郭政新
郭 政新（かく せいしん、グオ・チェンシン、ラテン文字：Zhengxin Guo、1979年8月1日 - ）は、中華人民共和国黒竜江省ハルビン市出身の元男性フィギュアスケート選手。1998年長野オリンピック男子シングル中国代表。1996年、1997年世界ジュニア選手権3位。
1997年世界選手権において、ISU公式戦で初めて1つのフリースケーティングで2度の4回転ジャンプ(4回転トウループ-2回転トウループ、4回転トウループ)を成功させた選手である。

## 経歴
黒龍江省のハルビンに生まれ、5歳のころにスケートを始めた。1995-1996年シーズン、世界ジュニア選手権に初出場し中国男子シングル選手として初めてのメダル獲得となる3位。翌1996-1997年シーズンの世界ジュニア選手権では2年連続の3位となり、シニアクラスのISUグランプリシリーズにも参戦を果たした。1997年世界選手権で世界で初めてフリースケーティング内に2度の4回転ジャンプを成功させた。
1997-1998年シーズン、NHK杯でグランプリシリーズ自身初の表彰台となる3位。初めてのオリンピックとなった長野オリンピックでも、フリースケーティングで4回転トウループ - 2回転トウループのコンビネーションと4回転トウループを成功させたが8位に終わった。
1999-2000年シーズンにはロシア杯で3位、スパルカッセン杯では2位となり、中国男子シングル選手として初めてISUグランプリファイナルに出場を果たした。2002年四大陸選手権を最後に事実上の引退。

## 主な戦績
| 大会/年            | 1995-96 | 1996-97 | 1997-98 | 1998-99 | 1999-00 | 2000-01 | 2001-02 |
| ------------------ | ------- | ------- | ------- | ------- | ------- | ------- | ------- |
| オリンピック       |         |         | 8       |         |         |         |         |
| 世界選手権         | 26      | 19      | 12      | 7       | 8       |         |         |
| 四大陸選手権       |         |         |         | 8       |         |         | 12      |
| アジア大会         |         |         |         | 3       |         |         |         |
| GPファイナル       |         |         |         |         | 5       |         |         |
| GPエリック杯       |         |         | 8       |         |         |         |         |
| GPスパルカッセン杯 |         |         |         |         | 2       |         |         |
| GPロシア杯         |         |         |         |         | 3       |         |         |
| GPNHK杯            |         | 6       | 3       |         |         |         |         |
| 世界Jr.選手権      | 3       | 3       |         |         |         |         |         |
| JGP中国            |         |         |         | 1       |         |         |         |